# Tipula (Beringotipula) subunca
Tipula (Beringotipula) subunca is een tweevleugelige uit de familie langpootmuggen (Tipulidae). De soort komt voor in het Palearctisch gebied.